# Inbred Mountain
Inbred Mountain är gitarristen Bucketheads sextonde studioalbum, släppt den 2 december 2005. Först såldes det bara på turné men senare blev det även tillgängligt via TDRS Music. Det var det första albumet av Buckethead's som Travis Dickerson frigörs genom sin egen etikett.

## Låtlista
Alla låtar är skrivna och komponerade av Buckethead och DelRey Brewer. 
| Nr           | Titel                        | Längd |
| ------------ | ---------------------------- | ----- |
| 1.           | In Search of Inbred Mountain | 3:26  |
| 2.           | Johnny Be Slunk              | 8:42  |
| 3.           | Lotus Island                 | 6:33  |
| 4.           | Flock of Slunks              | 4:30  |
| 5.           | Advance to the Summit        | 6:03  |
| 6.           | Plastination Station         | 5:47  |
| 7.           | Escape from Inbred Mountain  | 8:20  |
| Total längd: | Total längd:                 | 43:21 |

## Lista över medverkande
- Inspelad och mixad av Dan Monti.
- Producerad av Dan Monti och Albert.
- omslag av Big D.
- konst av Frankenseuss.
- Slunk wrangler: Jones.

## trivia
- Delar av låten "Lotus Island" visas på låten "I See Rockets" från albumet Living on Another Frequency av Science Faxtion.